# 大安街道 (重庆市)
大安街道，是中华人民共和国重庆市永川区下辖的一个乡镇级行政单位。

## 行政区划
大安街道下辖以下地区：
陈家祠社区、石庙社区、茶店社区、高庙村、铁山村、灵英村、花果山村、小坎村、云雾山村、德胜桥村、官禄岩村、荷花村、二郎坝村、高坡村和铜鼓村。